# 공부가 재미있다
공부가 재미있다는 KBS 1라디오에서 방송했던 라디오 프로그램이다.

## 역사
2009년 10월 26일 《교육을 말합시다》로 방송을 시작해, 2013년 4월 8일부터 "공부가 재미있다"로 제목을 변경하여 방송했으나, 2016년 5월 7일 방송을 마지막으로 7년만에 폐지되었다.

## 진행
- 윤지영 아나운서

## 역대 방송시간
| 방송 채널   | 방송 기간                          | 방송 시간                                                                          | 제목            |
| ----------- | ---------------------------------- | ---------------------------------------------------------------------------------- | --------------- |
| KBS 1라디오 | 2009년 10월 26일 ~ 2010년 4월 17일 | 월~토요일 오후 5:10 ~ 오후 5:45                                                    | 교육을 말합시다 |
| KBS 1라디오 | 2010년 4월 19일 ~ 2013년 4월 6일   | 월~토요일 오후 5:10 ~ 오후 5:58                                                    | 교육을 말합시다 |
| KBS 1라디오 | 2013년 4월 8일 ~ 2014년 9월 20일   | 월~토요일 오후 5:10 ~ 오후 5:58 (생방송), 월~토요일 새벽 2:00 ~ 새벽 2:48 (재방송) | 공부가 재미있다 |
| KBS 1라디오 | 2014년 9월 22일 ~ 2014년 12월 31일 | 월~토요일 오후 5:10 ~ 오후 5:58                                                    | 공부가 재미있다 |
| KBS 1라디오 | 2015년 1월 1일 ~ 2016년 5월 7일    | 월~토요일 오후 5:10 ~ 오후 5:56                                                    | 공부가 재미있다 |

## 지역 방송국 프로그램
다음 지역 방송국 프로그램은 오후 5시 10분에 방송된다.
(KBS대전, KBS광주, KBS목포, KBS순천, KBS대구, KBS안동, KBS부산, KBS제주는 제외)
| 프로그램               | 방송권역   | 방송국  | 진행자         |
| ---------------------- | ---------- | ------- | -------------- |
| 공감 5시               | 강원도     | KBS춘천 | 정은숙         |
| 정보매거진             | 강원도     | KBS강릉 | 김경미         |
| 생방송 오늘 원주입니다 | 강원도     | KBS원주 | 한태호         |
| 동해안오늘             | 경상북도   | KBS포항 | 송현주         |
| 생생충북               | 충청북도   | KBS청주 | 백선일         |
| 충청은 지금            | 충청북도   | KBS충주 | 강승희         |
| 터놓고 말합시다 (월)   | 전라북도   | KBS전주 | 함윤호         |
| 전북은 지금 (화~금)    | 전라북도   | KBS전주 | 김수진         |
| 생방송 경남            | 경상남도   | KBS창원 | 심인보         |
| 시사매거진 진주투데이  | 경상남도   | KBS진주 | 김현지         |
| 위풍당당 실버시대      | 울산광역시 | KBS울산 | 이성위, 임난주 |